# Народно читалище „Братя Миладинови – 1914“
Народно читалище „Братя Миладинови – 1914“ е читалище в град Петрич, България. Читалището е разположено на улица „Александър Стамболийски“ № 4 и е регистрирано под № 1905 в Министерство на културата на България.

## История
Още докато Петрич е в Османската империя, в 1905 година в града е създаден училищен градски хор, а в 1908 година – театрална група и в Баели хан на братя Гунчеви е представена пиесата „Многострадална Геновева“ на Лудвиг Тик. В 1909 година е създаден оркестър Струна, който по-късно прераства в мандолинен оркестър.
Читалището е основано на 26 февруари 1914 година – година, след като Петрич е освободен вследствие на Балканските войни. Настанено е в сградата на Султан Селим джамия. Пръв председател е Тодор Стоянов, а в състава на първото читалищно настоятелство влизат Филип Джамбазов, Христо Георгиев, Георги Чапразов, Михаил Попов, Иван Тодоров и Иван Хлебаров. Училището отпуска 1200 тома литература, с които е основана читалищната библиотека. Дейността на читалището замира по време на Първата световна война и е засилена след нейния край в 1918 година. В 1919 година е приет нов устав и е избрано ново настоятелство с председател Атанас Маджаров.
В 1924 година се създава духова музика към гимназията, която в 1932 година полага основите на градския духов оркестър.
В 1928 – 1934 година читалището поставя пиесите „Ревизор“ на Николай Гогол, „Службогонци“ на Иван Вазов, „Хан Татар“ на Никола Икономов и други.
В 1944 година към читалището е създаден танцов състав, с ръководител Коста Петров, който участва на събора Рожен в 1954 година, Пирин пее в 1963 и 1967 година и на Националния събор на народното творчество в Копривщица в 1971 година и други. В 1954 година е създаден Ансамбъл за народни песни и танци „Пирин“, а в 1963 година – вокално-инструменталният състав „Пролет“ с ръководител Георги Стоянов.
През 1948 година се основава литературен кръжок под ръководството на учителя по литература Янко Терзиев. В него се формират и изграждат такива талантливи творци, като Евтим Евтимов, Димитър Гонов, Федя Яков, Димитър Панделиев, Воймир Асенов и други.
В 1953 година читалището е настанено в собствена сграда, която има голям салон с 484 места, малък салон с 271 места, помещения на школа по изкуствата и пет класни стаи. Библиотеката има 128 000 тома.
Видни дейци на читалището са председателите Кирил Паскалев, Никола Тренев, Христо Тодоров, секретарят Александър Полизоев, главната библиотекарка Изабела Сапунарова, библиотекарят и художествен ръководител Христо Лобошки.